# Csuka Mónika
Csuka Mónika (Zalaegerszeg, 1952. november 29. –) Máté Péter-díjas magyar énekesnő, dalszerző. Az első magyar lányzenekar, a Beatrice megalapítója. Férje volt Nagy Feró, Kossuth-díjas énekes.

## Életpályája
„Édesanyám Kossuth-díjas agrármérnök volt, édesapám téesz-elnök. Miután felköltöztek Budapestre, anyukám lett a gödöllői Kisállattenyésztési Kutatóintézet vezetője, aztán a Vízügyi Hivatalba került. Apukám sajnos betegsége miatt hamar nyugdíjas lett. Van
egy húgom, akit később be is szerveztem a zenekarba, Mary.… Bár egyszerűen éltünk, engem és a testvéremet is zenélni taníttattak a szüleim. Már hároméves koromban kitűnt az óvodában, hogy nagyon tiszta a hangom, és ettől kezdve folyamatosan énekeltettek. A kodályi elképzeléseknek megfelelően alakítottak ki akkoriban zeneóvodákat, zeneiskolákat. Én zeneóvodába kerültem, utána zenei általános iskolába, majd pedig a Radnóti Gimnázium zenetagozatára jártam.”

Zenei tanulmányait 4 éves korától kezdte a Kodály-módszer szerint. Zeneóvodába, zenei általános iskolába járt és a zenélést középiskolai tanulmányai alatt is folytatta a budapesti Radnóti Gimnáziumban, illetve a Teleki Blanka Gimnáziumban is.
1969-ben alakította meg Magyarország első női beat zenekarát, a Beatricét, amelynek Csuka Mónika (ének, gitár), Nagy Katalin (billentyűsök), Hamar Krisztina (basszusgitár) és Mónika húga, Csuka Mária (dobok) lettek a tagjai. (A legelső felállás tagjai: Csuka Mónika, Csuka Mary, Sebes Ildi, Mózes Kati, Hamar Kriszta voltak, valamint technikusuk: Philipsz.)
1970-ben húgával közösen írt zenéjükkel megnyerték a Magyar Televízió Halló fiúk, halló lányok c. műsora által kiírt jeligés pályázatot, amelyet Adamis Anna (az Omega együttes szerzőjének) dalszövegére komponáltak. A dalt, amelynek címe Jóbarátom – Komár László adta elő. Még abban az évben kislemezen is megjelent.

„… az Ifjúsági Magazinban megjelent Adamis Anna egy szövege, és egy pályázat keretében meg kellett zenésíteni. A húgommal együtt megírtuk a dalt, elsőként négy negyedben. Az Omega a Dob utcában gyakorolt lent a pincében és oda mehettünk próbálni mi is, rászabadítottak minket az igazi hangszerekre. Itt találkoztam Presser Picivel, aki egyszer csak hozzám fordult: „Na, mutasd csak, mit írtál.” Meghallgatta, és azt mondta: „Mit szólnál hozzá, ha hatnyolcadban lenne négynegyed helyett, egy kicsikét jobban menne” – és tényleg, mennyivel jobb lett így a dal. Ezután felkértek minket, hogy menjünk be a Hanglemezgyárba, a Rottenbiller utcába, ahol kislemez készült a dalból…”

A Beatrice női zenekar kezdetben feldolgozásokat játszott, majd próbálkoztak saját dalokkal is. Próbahelyiséget, fellépési lehetőséget a Telefongyárban leltek, az ottani klubban léptek fel rendszeresen. 

„a Telefongyárban próbálhattunk és minden héten játszottunk is. De az volt a feltétele, hogy valamelyikünknek el kell helyezkednie a gyárban. Végül én kezdtem el ott dolgozni…A számlázási osztályon helyezkedtem el, de nem nyolc órában, hanem csak egy hatórás, jelképes
munkaidőben. Ez nagyon jól jött nekem, mert így nem voltam közveszélyes munkakerülő. Akkoriban kötelező volt ugyanis, hogy mindenkinek legyen munkahelye. És mivel én a Telefongyárban dolgoztam, tudott működni a zenekar is.”

Ekkoriban ismerkedett meg Nagy Feróval, aki Mónika első férje és a zenekar tagja is lett. A Beatrice zenekar időközben átalakult, a lányok közül egyedül Mónika maradt, a többiek helyére férfizenészek érkeztek. (A Beatricéből távozó Nagy Kati és Csuka Mary a Vadmacskák női zenekarban folytatták a zenélést.) A Beatrice együttes ekkoriban ifjúsági parkokban, klubokban, például a Kőbányai Ifjúsági Klubban lépett közönség elé.
1975-ben megszületett Feró és Mónika közös kislánya: Gabi. 
1977-ben a Magyar Rádió „Tessék választani!” című könnyűzenei bemutatóján hangzott el és lett országos siker a Gyere kislány, gyere című funkysláger a Beatrice együttes előadásában. A számot a Magyar Televízió Egymillió fontos hangjegy című műsora is népszerűsítette. A dal zenéjét Csuka Mónika, szövegét Nagy Feró írta.

1976-tól 1979-ig tagja volt a Mikrolied vokálnak is, amellyel eljutottak szocialista országokba. A Mikrolied akkori tagjai: Szigeti Edit, Herczku Annamária és Mónika voltak, illetve a negyedik tag Szánti Judit volt. A Mikrolied népszerű énekegyüttes volt, a zenészek, zeneszerzők körében is. 

„…nagyon sokszor minket hívtak, mert tudták, hogy ha elénk tolnak egy kottát,
akkor egy pillanat alatt leolvassuk, nekünk ez nem volt probléma. De ha nem volt kotta, akkor hallás után is bármit elénekeltünk, nagyon profik voltunk, sokan szerettek velünk dolgozni.”

 Számos előadó hangfelvételén közreműködtek. (A vokál felállása változó volt, általában hárman énekeltek, de például a Metronom '77 fesztiválon négytagú vokál lépett fel.) A Mikrolied vokálnak önálló nagylemeze nem jelent meg, ám ebben az időszakban is rögzítették némely dalukat mint például: A nagynéném, Reszket a Hold a tó vizén, Nem baj, Sztráda, Gyáva Ádám, vagy a Téli dal, amelynek két változata is született: a Juventus együttessel, illetve a lengyel Kram zenekarral. A Mikrolied külföldön General Girls néven lépett fel. 

„…Mi nem vendéglátózni mentünk, nem úgy nézett ki egy turnénk, hogy órák hosszat játszottunk valahol. Mi műsorokban léptünk fel. Voltunk például Gdanskban egy háromhetes fesztiválsorozaton, de az NDK-televízióban is játszottunk.…General Girls néven léptünk fel külföldön…”

 Csuka Mónika ebben az időszakban párhuzamosan turnézott. Magyarországon a Beatrice együttessel, külföldön a Mikrolied vokállal. Így előfordult, hogy fedésben voltak a Mikrolied, illetve a Beatrice fellépései, és azokon a Beatrice-koncerteken, amelyeket Mónika kihagyott, Feróra egyre több feladat hárult, egyre többet énekelt.
1978-tól a Beatrice tagjainak szétvált az útja. Mónikának Feróval kötött házassága is felbomlott. Nagy Feró újjáalakította a zenekart, amelynek nevét megtartotta, Mónika szólókarrierre készült.
1978-ban a Bergendy együttes tagja is volt pár hónapig. 1980-ban 1 évig az NSZK-ban szerepelt a MACIVA (Magyar Cirkusz és Varieté) szervezésében egy lányzenekarral. 1981-től országjáró turnékon vett részt, ahol gitárral kísérte magát.

„Egy szál gitárral, énekeltem tizenöt-húsz percet, beültem a kocsiba és átmentem a következő faluba, ismét elkezdtem a műsort, és így tovább. Volt, hogy napi öt-hat előadásunk is volt. Olyan művészekkel, sztárokkal dolgozhattam
együtt, mint Kabos Laci, Lórán Lenke, Korda Gyuri, Koós Jancsi…”

1982-ben Norvégiában lépett föl a Gemini együttessel. 1985-ben elkészült kislemezén a Szervusz Magyarország c. dala hallható.
1986-ban megszületett második kislánya: Mercédesz. 
1988-ban megjelent első nagylemeze Magyarországon Hé! címmel. Az album különlegessége, hogy nem a hazai lemezkiadó cég (Hungaroton), hanem a jugoszláv Radio Televizija Beograd PGP gondozásában került forgalomba.
1989-ben Adriai slágerek címmel az akkori Jugoszláviában jelent meg nagylemeze, az ottani magyar közösség által nagyon várt és elismert óhazai zenei irányzattal, magyar nyelven, a Magazin együttes dalaiból. Még ebben az évben Magyarországot képviselte a belgrádi Táncdalfesztiválon.
1990-ben megszületett első aranylemeze, a Szédülj el! (Proton Kiadó), amelyet még számos album követett. A lemezen többek között két nagysikerű dal is található, a Sirályok sírnak és a címadó dal, a Szédülj el!
1991-ben alapította meg Énekiskoláját, melynek az volt a célja, hogy a könnyűzenén keresztül megszerettesse a komolyabb zenei ismereteket is. Ezáltal fiataloknak hasznos és értelmes elfoglaltságot is adjon, de az idősebb korúak is énekelhettek, hisz fiatalkori álmaikat élték meg. Nem sztárokat akart nevelni, hanem lehetőséget adni tehetségük megmutatására. Három nagylemezük is megjelent, melynek zenéjét Csuka Mónika írta. Az énekiskola azóta is működik és a tanítványok a mai napig visszajárnak.
1992-ben megszületett fia, László.
1994-től a Szív TV-ben készített szórakoztató magazinműsort, amelyben sok sztárral, énekessel beszélgetett.
Előadóként közös produkciók születtek Máté Péterrel, Aradszky Lászlóval, Korda Györggyel, Balázs Fecóval és Bajor Imrével.
Dalszerzőként több mint 200 szerzeményét dokumentálta az ARTISJUS.
Dalszövegeit (néhány kivétellel) férje, dr. Soós László írta.
Második férje és szerzőtársa dr. Soós László belgyógyász-háziorvos. Gyermekei: Gabriella, Mercédesz, László.

## Díjai, elismerései
- Művészeti Életpálya elismerés (2018)
- Máté Péter-díj (2020)[10]

## Diszkográfia
- 1970 – Jóbarátom (Beatrice kislemez)
- 1977 – Tessék választani (válogatás, Beatrice: Gyere kislány, gyere)
- 1985 – Szervusz Magyarország
- 1988 – Hééé! (RTB Sokoj)
- 1989 – Útrakelek
- 1989 – Adriai slágerek
- 1990 – Szédülj el!	(Proton)
- 1991 – Hölgyválasz tánc után
- 1991 – Csóközön (Bajor Imre lemeze, Proton kiadás)
- 1993 – Maci gyere ki
- 1995 – Én vagyok Te
- 1998 – Szeretni téged (Válogatásalbum) (Szerzői)
- 1999 – Csitriszerelem
- 2000 – Fontos vagy nekünk
- 2000 – Amore-Szerelem-Adria
- 2001 – Fogadj el így!
- 2002 – Musica di Monica
- 2004 – M di M Beszakadt a padlásajtó
- 2005 – Zöldell a muskátli…
- 2008 – Kell, mint a napfény
- 2011 – Száll a madár
- 2012 – Szerelmemnek
- 2013 – Testvértánc
- 2019 – Hova fut a fény